# Peter Mueller (Eisschnellläufer)
Peter Alan Mueller (* 27. Juli 1954 in Madison, Wisconsin) ist ein ehemaliger US-amerikanischer Eisschnellläufer und heutiger Eisschnelllauftrainer. Er wurde 1976 Olympiasieger über 1000 Meter. Nach seiner zweiten Olympiateilnahme 1980 beendete er seine aktive Karriere. Anschließend arbeitete er als Nationaltrainer unter anderem in den Vereinigten Staaten, in Deutschland, in den Niederlanden und in Norwegen. Zu den von ihm betreuten Athleten gehören Bonnie Blair, Dan Jansen, Marianne Timmer und Claudia Pechstein. Seit 2021 ist Mueller Sprinttrainer bei der Deutschen Eisschnelllauf- und Shorttrack-Gemeinschaft (DESG).

## Werdegang

### Eisschnellläufer
Peter Mueller ist der Sohn deutscher Einwanderer in die Vereinigten Staaten. Er wurde in Madison geboren und begann im dortigen Madison Speed Skating Club mit dem Eislaufen, wobei er anfänglich von seinem Vater Paul Mueller (1926–2011) trainiert wurde. Als er ein Teenager war, zog seine Familie nach Mequon in die Nähe des Wisconsin State Fair Parks, wo sich mit dem Wisconsin Olympic Ice Rink die zur damaligen Zeit einzige 400-Meter-Eisschnelllaufbahn der USA befand. 1974 nahm Mueller erstmals an der Sprintweltmeisterschaft teil und belegte in Innsbruck als bester Amerikaner den sechsten Rang.
Im Winter 1975/76 stieg der von Peter Schotting trainierte Mueller in die Weltspitze der Eisschnelllaufsprinter auf: Ende November schlug er bei einem internationalen Sprintvierkampf in Berlin unter anderem die führenden sowjetischen Athleten um Waleri Muratow. Während er in den beiden 500-Meter-Rennen die fünft- beziehungsweise siebtbeste Zeit lief, war er in den 1000-Meter-Rennen jeweils am schnellsten und stellte mit 1:19,62 Minuten einen Flachlandweltrekord auf. Bei den Olympischen Winterspielen 1976 in Innsbruck wurde Mueller Fünfter über 500 Meter und gewann im 1000-Meter-Rennen (das erstmals zum olympischen Programm zählte) die Goldmedaille. Seine Zeit von 1:19,32 Minuten war eine Sekunde besser als die des zweitplatzierten Norwegers Jørn Didriksen. Bei der Sprintweltmeisterschaft 1976 im Monat nach den Winterspielen wurde Mueller Dritter hinter Johan Granath aus Schweden und seinem Teamkollegen Dan Immerfall.
In den späten 1970er-Jahren war der wie Peter Mueller aus Madison stammende Eric Heiden der weltweit stärkste Eisschnellläufer. Heiden wurde unter anderem von 1977 bis 1980 viermal in Folge Sprintweltmeister. Mueller gewann 1977 in Alkmaar mit einem halben Punkt Rückstand auf seinen vier Jahre jüngeren Landsmann in der Gesamtwertung die Silbermedaille. Bei der Sprint-WM 1979 wurde Mueller – nun mit mehr als drei Punkten Rückstand auf Heiden – Vierter. Im olympischen 1000-Meter-Rennen 1980 in Lake Placid belegte Mueller den fünften Rang, seine Zeit von 1:17,11 Minuten war knapp zwei Sekunden langsamer als die des Siegers Heiden. Nach Olympia 1980 beendete Mueller im Alter von 25 Jahren seine aktive Laufbahn. Vier Jahre später versuchte er im Vorfeld der Winterspiele 1984 ein Comeback, qualifizierte sich aber nicht für das US-Olympiateam.

### Eisschnelllauftrainer

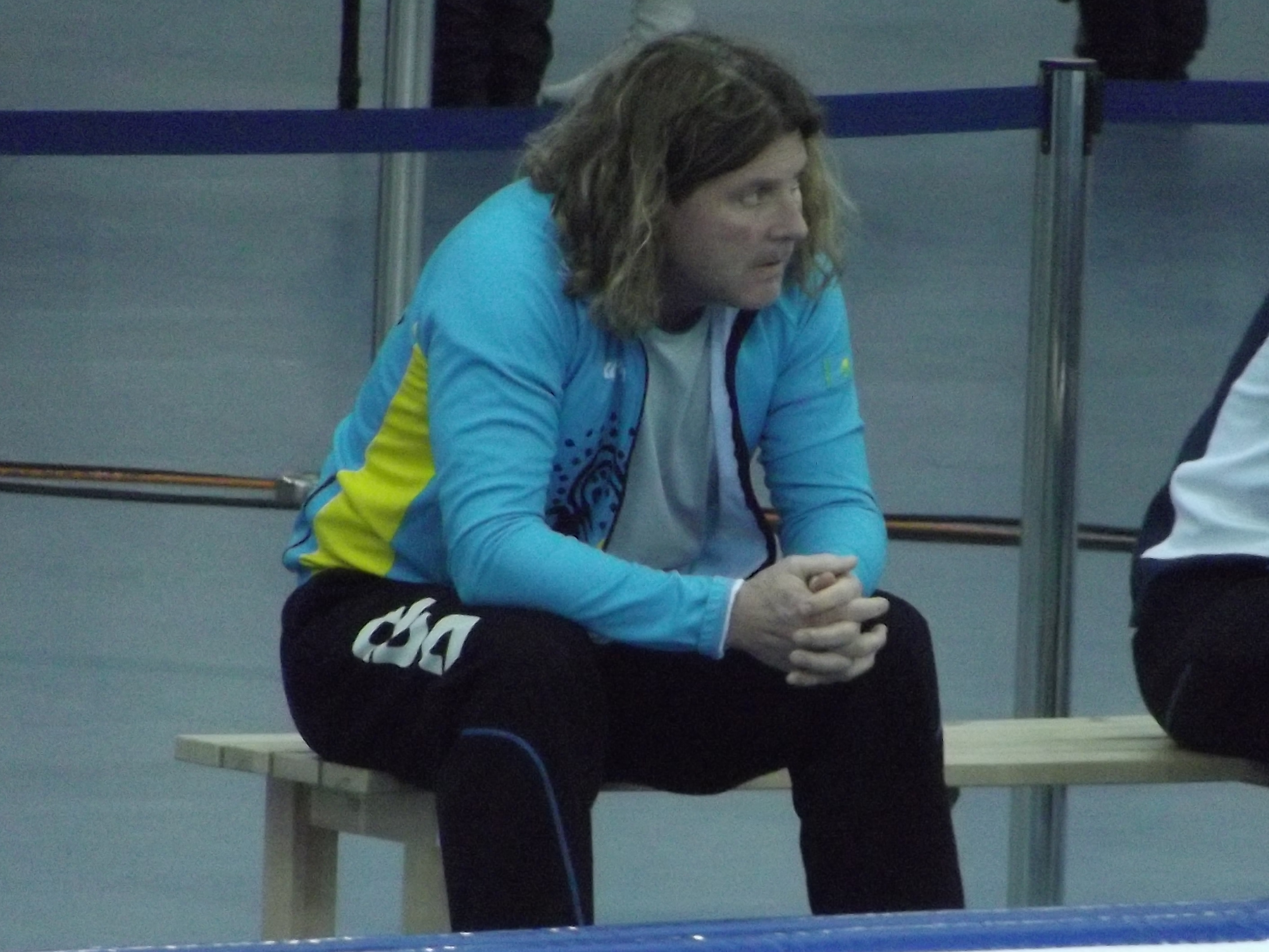
Mueller als Trainer bei den Einzelstrecken-Weltmeisterschaften 2013 in Sotschi

Nach seiner aktiven Karriere wurde Mueller Eisschnelllauftrainer. Zunächst arbeitete er im Winter 1980/81 in Österreich. Ab 1981 betreute er für zwei Winter zusammen mit Bob Corby das US-Nationalteam, das nach den Rücktritten mehrerer Top-Athleten in dieser Zeit ohne Medaillen bei internationalen Meisterschaften blieb. Als bestes Ergebnis belegte Nick Thometz Platz vier bei der Sprintweltmeisterschaft 1983. Nach Auseinandersetzungen mit dem nationalen Eislaufverband USISA traten Mueller und Corby 1983 von ihrer Position zurück und wurden von Dianne Holum abgelöst. In der Folge trainierte Mueller Nachwuchsathleten in Wisconsin, bevor ihn die Deutsche Eisschnelllauf-Gemeinschaft (DESG) 1988 als Nachfolger von Bundestrainer Ab Krook verpflichtete. In Inzell arbeitete Mueller unter anderem mit Markus Tröger, Rudolf Jeklic und Stefanie Teeuwen zusammen. Im Frühjahr 1991 löste er seinen Vertrag mit der DESG vorzeitig auf und kehrte wieder in die Vereinigten Staaten zurück, wo er als Nationaltrainer (in der Nachfolge Mike Crowes) vor allem die Verantwortung für die Sprinter übernahm. Bonnie Blair wurde unter seiner Anleitung 1992 Olympiasiegerin über 500 Meter und 1000 Meter, Dan Jansen gewann 1994 die Goldmedaille über 1000 Meter. Nach den Winterspielen 1994 trat Mueller als US-Trainer zurück. Anschließend arbeitete er kurzzeitig für das Radsportteam Shaklee, bevor er wieder Traineraufgaben im Eisschnelllauf übernahm und 1995 die Übungen der französischen Mannschaft leitete.
Ab 1996 war Mueller für mehrere Jahre in den Niederlanden beschäftigt. Erst engagierte ihn der niederländische Verband (Koninklijke Nederlandsche Schaatsenrijders Bond, KNSB) als Sprinttrainer für die Nationalmannschaft. In dieser Funktion trainierte er unter anderem Marianne Timmer, die zwei Goldmedaillen bei den Olympischen Winterspielen 1998 in Nagano gewann und die er 2001 heiratete. 1999 wechselte Mueller gemeinsam mit den von ihm betreuten Athleten Jan Bos, Jakko Jan Leeuwangh und Erben Wennemars als Trainer zum privaten Team SpaarSelect. Zu SpaarSelect gehörte auch der Langstreckenspezialist Gianni Romme, der 2000 Weltmeistertitel im Mehrkampf sowie über 5000 Meter und 10.000 Meter errang. 2001 wurde zudem Muellers damalige Ehefrau Marianne Timmer in das Team aufgenommen. Nach den Olympischen Winterspielen 2002, die für die SpaarSelect-Läufer enttäuschend verliefen – lediglich Gianni Romme gewann eine Silbermedaille –, entließ die Mannschaftsleitung Mueller. In der Saison 2002/03 betreute er mit VPZ ein anderes niederländisches Privatteam.
2003 wurde Mueller norwegischer Nationaltrainer. Bei den Einzelstreckenweltmeisterschaften 2005 gewannen Even Wetten und Rune Stordal unerwartet die Weltmeistertitel über 1000 Meter beziehungsweise 1500 Meter, während die norwegische Mannschaft bei den olympischen Wettkämpfen 2006 in Turin erstmals seit 1988 komplett ohne Medaille blieb. In der Vorbereitung auf die Saison 2007/08 schloss sich Claudia Pechstein Muellers Trainingsgruppe in Oslo um Even Wetten, Eskil Ervik und Håvard Bøkko an. Bøkko gewann 2008 und 2009 sechs Silbermedaillen bei Welt- und Europameisterschaften im Mehrkampf sowie auf den Langstrecken, Pechstein wurde – im Alter von 36 Jahren und nach mehreren Jahren ohne internationalen Titel – Mehrkampfeuropameisterin 2009. Im November 2009 entließ der norwegische Eislaufverband Mueller als Trainer, nachdem sich Maren Haugli über eine sexistische Bemerkung Muellers beschwert hatte. Mueller wies den Vorwurf der sexuellen Belästigung zurück und bezeichnete seinen Kommentar zwar als unangemessen, aber als Scherz. Er trainierte in der Folge von 2010 bis 2014 das von einem norwegischen Unternehmen gesponserte Privatteam CBA, dem zwischenzeitlich unter anderem Shani Davis (2010/11) und Håvard Bøkko (2011/12) angehörten.
Nach 2014 übernahm Mueller verschiedene Trainerjobs. Er war Nationaltrainer in Ungarn und in Finnland, außerdem arbeitete er von Januar 2016 bis Juni 2018 erneut mit Claudia Pechstein in einem Privatteam zusammen. Im Frühjahr 2021 verpflichtete die DESG Mueller als deutschen Bundestrainer für die Sprintstrecken.

## Persönliches und Einschätzungen
Von 1977 bis 1999 war Peter Mueller mit der Eisschnellläuferin Leah Poulos verheiratet, die zweimal (1974 und 1979) Sprintweltmeisterin war. Aus der Ehe gingen eine Tochter und ein Sohn hervor. 2001 heiratete Mueller in Las Vegas die niederländische Eisschnellläuferin Marianne Timmer. Die Ehe wurde nach etwa zwei Jahren geschieden.
2005 erschien Muellers niederländischsprachige Autobiographie Op dun ijs (auf Deutsch: Auf dünnem Eis). Niederländische Medien ordneten das Buch als „gnadenlose Abrechnung“ (de Volkskrant) beziehungsweise als „Schelmenroman“ und „humorvolles Buch von einer der schillerndsten Persönlichkeiten des Eisschnelllaufens“ (Trouw) ein. Mueller zeige mit seinen Schilderungen, dass es keine Distanz zwischen ihm und den von ihm trainierten Athleten gegeben habe: Demnach schlief er bei ihnen zuhause, feierte mit ihnen und war eng mit ihren Familienmitgliedern befreundet. Gleichzeitig kritisierte er in seiner Biographie die fehlende Selbstständigkeit und Professionalität der niederländischen Eisläufer.
Als Muellers besondere Stärke als Trainer gilt seine Motivationsfähigkeit. Der über mehrere Jahre von ihm betreute Olympiasieger Dan Jansen hob Muellers Bedeutung für seine Laufbahn hervor: „Mueller was a great motivator and made me believe that I could be great. We had mutual trust. He trusted my knowledge about my body and my thoughts on how hard I needed to train. I trusted his training methods and commitment to athletes.“ (auf Deutsch in etwa: „Mueller war ein großartiger Motivator und überzeugte mich, dass ich großartig sein kann. Wir hatten gegenseitiges Vertrauen. Er vertraute auf mein Wissen über meinen Körper und darauf, dass ich weiß, wie hart ich trainieren musste. Ich vertraute auf seine Trainingsmethoden und sein Engagement für die Athleten.“)
1988 wurde Mueller in die National Speedskating Hall of Fame aufgenommen.

## Statistik

### Olympische Winterspiele
Peter Mueller nahm an zwei Olympischen Winterspielen teil: Bei seinem Debüt in Innsbruck 1976 gewann er die Goldmedaille über 1000 Meter, vier Jahre später in Lake Placid blieb er ohne Medaille.
| Olympische Winterspiele | Olympische Winterspiele | 500 m | 1000 m |
| Jahr                    | Ort                     | 500 m | 1000 m |
| ----------------------- | ----------------------- | ----- | ------ |
| 1976                    | Innsbruck               | 5.    | 1.     |
| 1980                    | Lake Placid             | –     | 5.     |

### Weltmeisterschaften
Muellers nahm zwischen 1974 und 1980 an sieben Sprintweltmeisterschaften teil und gewann dabei eine Silber- und eine Bronzemedaille. Die folgende Tabelle zeigt seine Zeiten – und in Klammern dahinter seine Platzierungen – auf den vier gelaufenen Einzelstrecken sowie die sich daraus errechnende Gesamtpunktzahl nach dem Samalog und die Endplatzierung. Die Anordnung der Distanzen entspricht ihrer Reihenfolge im Programm der Sprint-WM zur aktiven Zeit Muellers.
| Sprint-WM | Sprint-WM   | 500 m 1. Rennen (in Sekunden) | 1000 m 1. Rennen (in Minuten) | 500 m 2. Rennen (in Sekunden) | 1000 m 2. Rennen (in Minuten) | Punkte  | Platz |
| Jahr      | Ort         | 500 m 1. Rennen (in Sekunden) | 1000 m 1. Rennen (in Minuten) | 500 m 2. Rennen (in Sekunden) | 1000 m 2. Rennen (in Minuten) | Punkte  | Platz |
| 1974      | Innsbruck   | 40,28 (14)                    | 1:23,37 0(5)                  | 40,18 0(6)                    | 1:21,46 (11)                  | 162,875 | 6.    |
| 1975      | Göteborg    | 42,38 (27)                    | 1:24,96 (27)                  | 40,67 0(3)                    | 1:24,79 (14)                  | 167,925 | 20.   |
| 1976      | Berlin      | 40,01 0(6)                    | 1:20,49 0(2)                  | 40,31 0(4)                    | 1:21,34 0(4)                  | 161,235 | 3.    |
| 1977      | Alkmaar     | 39,64 0(1)                    | 1:20,25 0(6)                  | 39,00 0(4)                    | 1:18,32 0(2)                  | 157,925 | 2.    |
| 1978      | Lake Placid | 39,40 (10)                    | 1:19,78 0(5)                  | 41,08 (28)                    | 1:20,89 (12)                  | 160,815 | 10.   |
| 1979      | Inzell      | 38,90 0(6)                    | 1:17,54 0(4)                  | 38,59 0(5)                    | 1:16,95 0(2)                  | 154,735 | 4.    |
| 1980      | West Allis  | 38,69 0(2)                    | 1:20,72 0(7)                  | 39,89 (10)                    | 1:23,37 (16)                  | 160,625 | 7.    |

Mueller trat außerdem 1974 bei der Eisschnelllauf-Mehrkampfweltmeisterschaft an, bei der er sich als 27. nach drei Strecken nicht für den abschließenden 10.000-Meter-Lauf qualifizierte.

### Persönliche Bestzeiten
| Strecke | Zeit        | Datum             | Ort        |
| ------- | ----------- | ----------------- | ---------- |
| 500 m   | 37,71 s     | 12. Januar 1980   | Davos      |
| 1000 m  | 1:15,33 min | 19. Januar 1980   | Davos      |
| 1500 m  | 2:05,21 min | 28. Januar 1977   | Davos      |
| 3000 m  | 4:42,81 min | 3. Dezember 1977  | West Allis |
| 5000 m  | 8:13,40 min | 21. Dezember 1975 | West Allis |